# イオー・ジマ (LHD-7)
イオー・ジマ（USS Iwo Jima, LHD-7）は、アメリカ海軍の強襲揚陸艦。ワスプ級強襲揚陸艦の7番艦。2005年2月から第2艦隊旗艦を務める。艦名は第二次世界大戦の激戦地であった硫黄島に因んで名付けられており、アメリカ海軍所属艦艇の同名の強襲揚陸艦としては2代目、先代は1993年に退役したイオー・ジマ級1番艦イオー・ジマ（1961年就役 ）である。

## 艦歴
イオー・ジマは、1996年9月3日にインガルス造船所で造船準備が始まり、1997年12月12日に起工される。2000年2月4日に進水し、ミシシッピ州パスカグーラで海兵隊の元司令官チャールズ・C・クルーラク将軍の妻ザンドラ・クルーラク夫人によって2000年3月25日に命名された。乗組員は2001年4月に乗船し、2001年6月23日に2,000名の第二次世界大戦の退役軍人を乗せ処女航海に出発する。その多くは硫黄島の戦いの生存者であった。一週間後の6月30日にフロリダ州ペンサコーラで就役した。
2006年7月のイスラエルのレバノン侵攻に際して、アメリカ人の避難任務に当たっている。
2019年11月15日、フロリダ州メイポート海軍基地にて任務後のオーバーホールを受けている際に、火災が発生。火は5時間にわたって燃え、11人が負傷した。幸いほかの艦船や基地設備への延焼はなかったが、火災原因や船体のダメージは現在調査されている。